# Aphonopelma arnoldi
Aphonopelma arnoldi là một loài nhện trong họ Theraphosidae.
Loài này thuộc chi Aphonopelma. Aphonopelma arnoldi được miêu tả năm 1995 bởi Smith.